# Maze (Gifu)
Le village de Maze (馬瀬村, Maze-mura) était un village du district de Mashita, dans la préfecture de Gifu au Japon.

## Géographie
L'ancien village de Maze est situé dans la partie nord-ouest de la ville de Gero, dans la préfecture de Gifu sur l'île de Honshū. 
C'est un village de montagne qui s'étend, du nord du lac artificiel Tōsenkyōkanayama jusqu'à Takayama, sur une longueur de 24 km du nord au sud, dans l'étroit bassin de la rivière Maze, un affluent de la rivière Hida, cours d'eau qui rejoint le fleuve Kiso dans la ville de Minokamo.
Au 1er avril 2008, la population de l'ancien village de Maze était estimée à 1 443 habitants pour une superficie totale de 98,46 km2, soit une densité de 14,7 personnes/km2.

## Histoire
À l'ère Edo, le bassin de la rivière Maze fait partie du domaine de Hida-Takayama contrôlé par le clan Kanamori. 
En février 1875, après l'abolition du système des domaines féodaux traditionnels du début de l'ère Meiji (1868 - 1912), le village de Maze est créé par la fusion de plusieurs villages.
Les contours du village de Maze sont redéfinis en 1889, en application du nouveau système d'administration des municipalités mis en place par le gouvernement de Meiji.
En 2004, le village de Maze est intégré à la ville de Gero dont il devient un arrondissement.

## Culture

### Lieux remarquables
Le village de Maze, membre de l'association Les Plus Beaux Villages du Japon depuis 2007, est formé d'une succession de vallées de montagne et de gorges le long de la rivière Maze, au sud des monts Hida. Il présente en conséquence des paysages naturels variés, aux couleurs contrastées selon la saison, et recèle de sites naturels préservés de la pollution urbaine.

#### Musée d'histoire locale
Le musée d'histoire locale est un musée présentant l'histoire, les arts et les traditions populaires du village de Maze et de sa région. Des documents retraçant la vie du village à travers les âges, des outils de l'artisanat local, de vieux ustensiles de la vie quotidienne, des poteries de la période Jōmon, de la faïence de la période Yayoi y sont exposés.

### Thermalisme
Depuis 1996, Maze possède une station thermale exploitant l'eau claire de la rivière Maze.

### Pêche traditionnelle de l'ayu
Maze est réputé dans tout le Japon pour la qualité de son environnement naturel, en particulier, la limpidité de l'eau de la rivière Maze. Dans cette dernière, de nombreux pêcheurs viennent capturer le saumon du Japon et la truite arc-en-ciel en utilisant une technique de pêche à la mouche appelée pêche à la tenkara,.
Le centre de pêche local a aménagé un étang au bord de la rivière pour permettre aux enfants d'expérimenter la pêche à mains nues (掴み取り, tsukamidori).
Une autre méthode de pêche traditionnelle est utilisée pour attraper les « poissons sucrés » ou ayus : la pêche à la torche (火ぶり漁, hiburiryō). Cette pêche à l'ayu se déroule de nuit, en automne, lorsque l'ayu entre dans sa période de frai et rejoint le cours inférieur de la rivière Maze. La rivière est éclairée par des feux allumés dans des paniers en fer ((篝, kagari) et des pêcheurs dessinent des cercles de feu au-dessus de la rivière avec des torches enflammées, tout en criant « Hō, hō », ce qui a pour effet d'accélérer la course des poissons qui sont ainsi rabattus plus en aval dans les filets des pêcheurs,.
Cette technique de pêche a été immortalisée par le peintre Hokusai dans sa série d'estampes Chie no umi.

### Feu d'artifice
Un feu d'artifice est tiré chaque année dans le village de Maze, le dernier samedi du mois d'août.

## Symboles municipaux
La fleur symbole du village de Maze est l'azalée, son arbre symbole le Cèdre du Japon.